# Inlärningsteori
Inlärningsteori är en del av psykologin som berör hur människan lär sig. Det kan ske genom bland annat respondent inlärning och operant inlärning (även kallat respondent och operant betingning).

## Respondent och operant inlärning

### Respondent inlärning
Respondent inlärning sker genom att individen utsätts för två stimuli i direkt följd, vilket medför att det första stimulit associeras med det andra.  
Det mest kända exemplet är Pavlovs hund:  
1. En klocka ringer.
2. Mat serveras.
3. Hunden börjar dregla.

Repetera många gånger. Det tidigare neutrala stimulit "En klocka ringer." associeras snart med mat, och det räcker då med ljudet av klockan för att hunden ska börja dregla. En respondent betingning har skett. 

### Operant inlärning
Operant inlärning kan även kallas konsekvensinlärning och sker när ett beteende sker samtidigt som något positivt eller negativt, exempelvis att individen får godis (positivt) eller en stöt (negativt). Om konsekvensen av ett beteende blir positivt ökar sannolikheten för att utföra beteendet igen. Om konsekvensen blir negativ minskar sannolikheten för att individen ska utföra beteendet igen. 
Konsekvenser kan bli positiva eller negativa på två sätt och för att undvika begreppsförvirring kommer de positiva och negativa konsekvenserna härefter kallas önskvärda och icke önskvärda. Detta för att tillförandet av något (ex. godis) kallas positivt och när något tas bort kallas det negativt. Exempel: Om någon ger dig pengar när du jobbar tillför de något som också är önskvärt. Detta blir en positiv förstärkning. Positiv för att något tillfördes och förstärkning för att det var något önskvärt som ökar sannolikheten för att du kommer jobba mer. 
Om du blir av med dina pengar när du gick genom en gränd och blev rånad togs något ifrån dig och händelsen var icke önskvärd. Därför blir situationen en negativ försvagning. Detta för att någonting togs ifrån dig och sannolikheten för att du ska gå i gränden igen minskar. I samma exempel finns en positiv försvagning i och med att rädsla och obehag tillfördes situationen, vilka är känslor som är icke önskvärda. 
Detta går att ställa upp i en tabell:
|                          | Något tillförs       | Något tas bort       |
| ------------------------ | -------------------- | -------------------- |
| Önskvärd konsekvens      | Positiv förstärkning | Negativ förstärkning |
| Icke önskvärd konsekvens | Positiv försvagning  | Negativ försvagning  |